# Rheumaptera laxata
Rheumaptera laxata är en fjärilsart som beskrevs av Krulikovski 1909. Rheumaptera laxata ingår i släktet Rheumaptera och familjen mätare. Inga underarter finns listade.